# Nick Mohammed
Niaz „Nick” Mohammed (ur. 29 stycznia 1926 w Indiach, zm. 11 marca 2011 w Burnaby) – kanadyjski zapaśnik walczący w stylu wolnym. Olimpijczyk z Helsinek 1952, gdzie zajął piętnaste miejsce w wadze półśredniej.

## Letnie Igrzyska Olimpijskie 1952
| Konkurencja      | Rundy eliminacyjne         | Rundy eliminacyjne    | Klas. końcowa |
| Konkurencja      | Przeciwnik I               | Przeciwnik II         | Miejsce       |
| ---------------- | -------------------------- | --------------------- | ------------- |
| 73 kg styl wolny | Alberto Longarella (ARG) P | William Smith (USA) P | 15.           |